# Александер, Ламар
Э́ндрю Лама́р Алекса́ндер (англ. Andrew Lamar Alexander) (род. 3 июля 1940, Мэривилл, Теннесси, США) — американский политик, сенатор США от штата Теннесси с 2003 по 2021 год. Бывший министр образования США (1991—1993). Представитель Республиканской партии.

## Биография
Родился в 1940 году в городке Мэривилл, штат Теннесси в семье воспитателя детского сада и директора младшей школы. Предки в семи поколениях жили в штате Теннесси.
Получил степень бакалавра в университете Вандербильта в 1962 году, степень доктора права в школе права Нью-Йоркского университета в 1965 году.
Губернатор Теннесси в 1979—1987 годах. Министр образования США в 1991—1993 годах.
Избран в Сенат США в 2002 году. В апреле 2007 года Александер объявил, что снова будет баллотироваться в Сенат в 2008 году. По итогам голосования Александер одержал победу, получив 65 % голосов. В 2014 году Александер третий раз был переизбран на новый срок в Сенате.
17 декабря 2018 года Александр объявил, что не будет баллотироваться на следующий срок в 2020 году. В интервью изданию Politico он заявил, что принял это решение ещё в августе 2018 года.
Отмечен Distinguished Eagle Scout Award.

## Личная жизнь
В 1969 году Александер женился на Лесли Бюлер, которая выросла в техасском городе Виктория и окончила колледж Смита в Массачусетсе. Будущие супруги познакомились во время игры в софтбол. У них четверо детей: Дрю, Лесли, Кэтрин и Уилл. После шестимесячной поездки в Австралию со своей семьёй в конце 1980-х годов Александер написал книгу под названием «Шесть месяцев отпуска».